# FN3KRP
La cetosamina-3-quinasa es una enzima que en humanos está codificada por el gen FN3KRP (proteína relacionada con la fructosamina-3-quinasa). La cetosamina-3-quinasa participa en la desglicación de proteínas al mediar la fosforilación de ribuloselisina y psicoselisina en proteínas glicadas, para generar fosfato de ribuloselisina-3 y fosfato de psicoselisina-3, respectivamente. Los aductos de ribuloselisina-3 fosfato y psicoselisina-3 fosfato son inestables y se descomponen en condiciones fisiológicas.